# Смолькино
Смо́лькино (чув. Ӑсапуҫ) — село в Сызранском районе Самарской области. Административно входит в сельское поселение Старая Рачейка.

## География
Село находится в западной части Самарской области, недалеко от границы с Ульяновской областью.
Располагается в долине между многочисленными возвышенностями, заросшими сосновым лесом — Рачейской тайгой.
Окрестности села включают в себя большое количество уникальных объектов природы: Рачейский бор, Рачейская тайга, Семиключье, Моховое и Узилово болота, Рачейские скалы — все они являются памятниками природы.

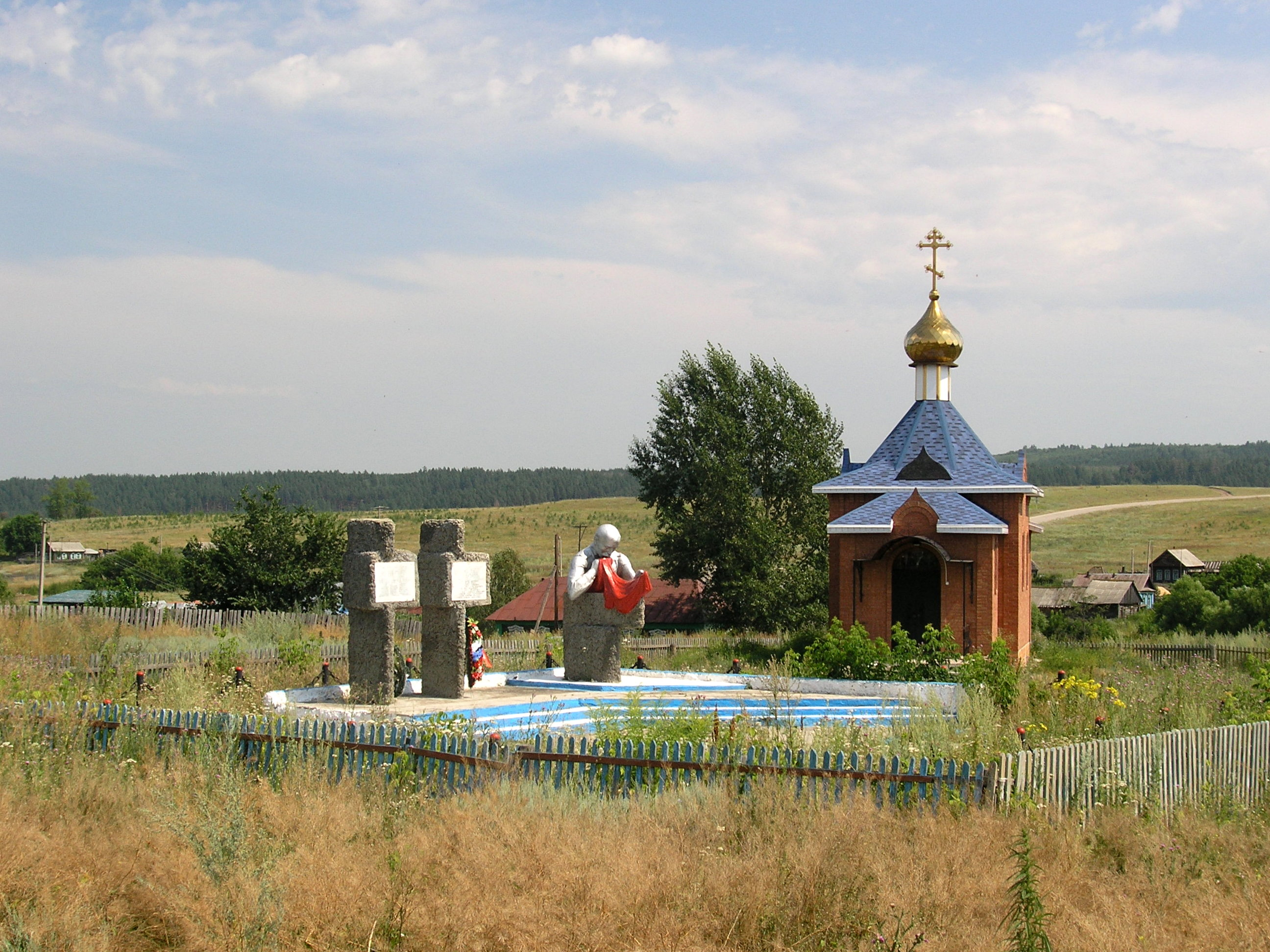
Мемориальный комплекс

## История
Название села происходит от названия старинного промысла — смоловарения. На многочисленных соснах делались специальные насечки, через которые стекала смола. Она собиралась, на смоловарнях путём сухой перегонки получалась техническая смола, из которой затем получали дёготь, канифоль, скипидар и т. д.
По другой версии, своё название село получило от имени или прозвища первого жителя, охотника Смоляна.
В то же время чувашское название села вполне прозрачное, оно значает «вершина реки Усы».
Первое упоминание о селе относится к 1733 году.
В 1921 году год был засушливым, в Поволжье разразился голод, а в Смолькино случился большой пожар, который уничтожил половину села, также выгорели леса на несколько километров вокруг.
В 1929 году в селе был образован колхоз. Во время голода в 1932—1933 году многие покинули село, уходя в более сытные места.
По данным переписи 1959 года в Смолькине было 414 дворов, из которых 293 принадлежали колхозникам, 121 — рабочим и служащим. Население села держало 227 коров, 896 овец, 54 козы и 9 лошадей.

## Храмы
Своей церкви в деревне не было. Вместе с ближайшими населёнными пунктами Алёшкино и Ерёмкино относились к приходу при храме Николая Чудотворца в Ерёмкине. После революции храм был разрушен. А после изменения административно-территориального деления Алёшкино и Ерёмкино оказались в Ульяновской области. Сегодня Смолькино относится к Космо-Дамиановской церкви в Старой Рачейке.

## Население
| Год  | Численность | Численность |
| ---- | ----------- | ----------- |
| 1762 | 235         | [ 5 ]       |
| 1795 | 305         | [ 5 ]       |
| 1879 | 810         | [ 5 ]       |
| 1897 | 960         | [ 5 ]       |
| 1913 | 1192        | [ 5 ]       |
| 1989 | 286         | [ 5 ]       |
| 2002 | 231         | [ 5 ]       |
| 2010 | 133         | [ 1 ]       |

## Знаменитости
Уливанова, Елена Харитоновна — чемпионка мира по самбо.

## Инфраструктура
В селе имеется магазин, парикмахерская, начальная школа (старшие классы возят на автобусе в Старую Рачейку), фельдшерско-акушерский пункт, дом культуры, при котором действует библиотека и чувашский фольклорный ансамбль, неоднократно выступавший с концертами в городах области.

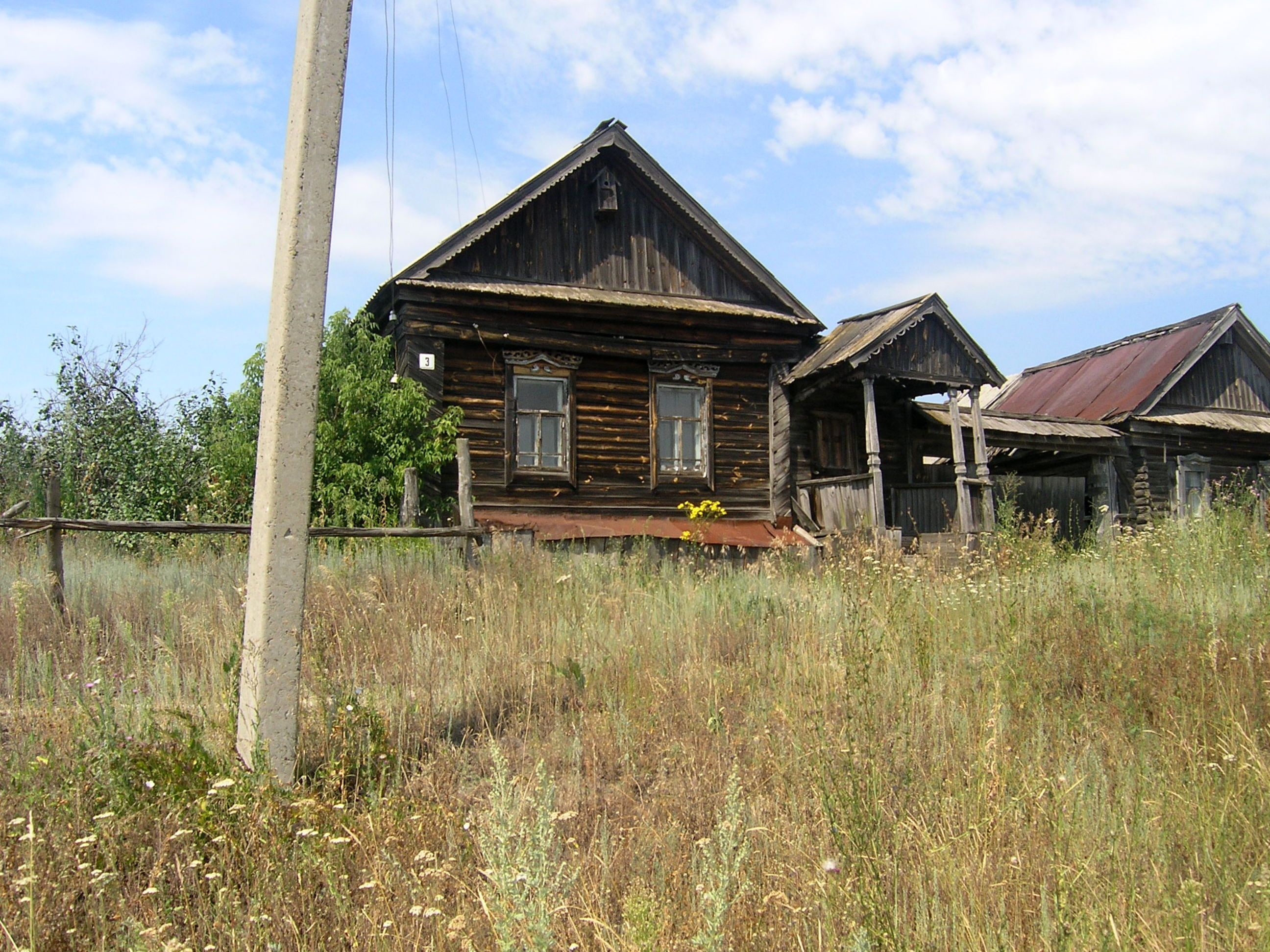
Сельский дом
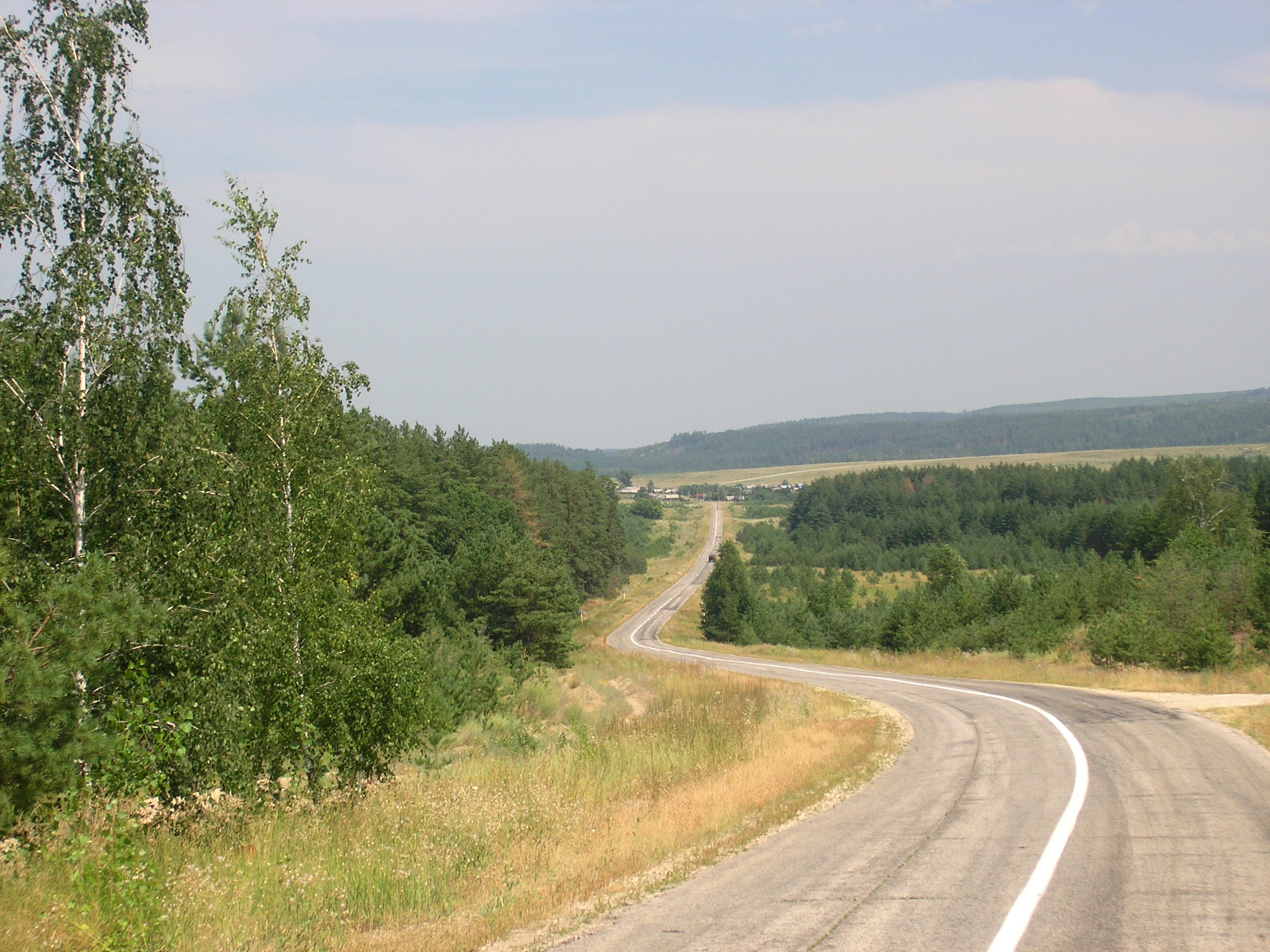
Въезд в село
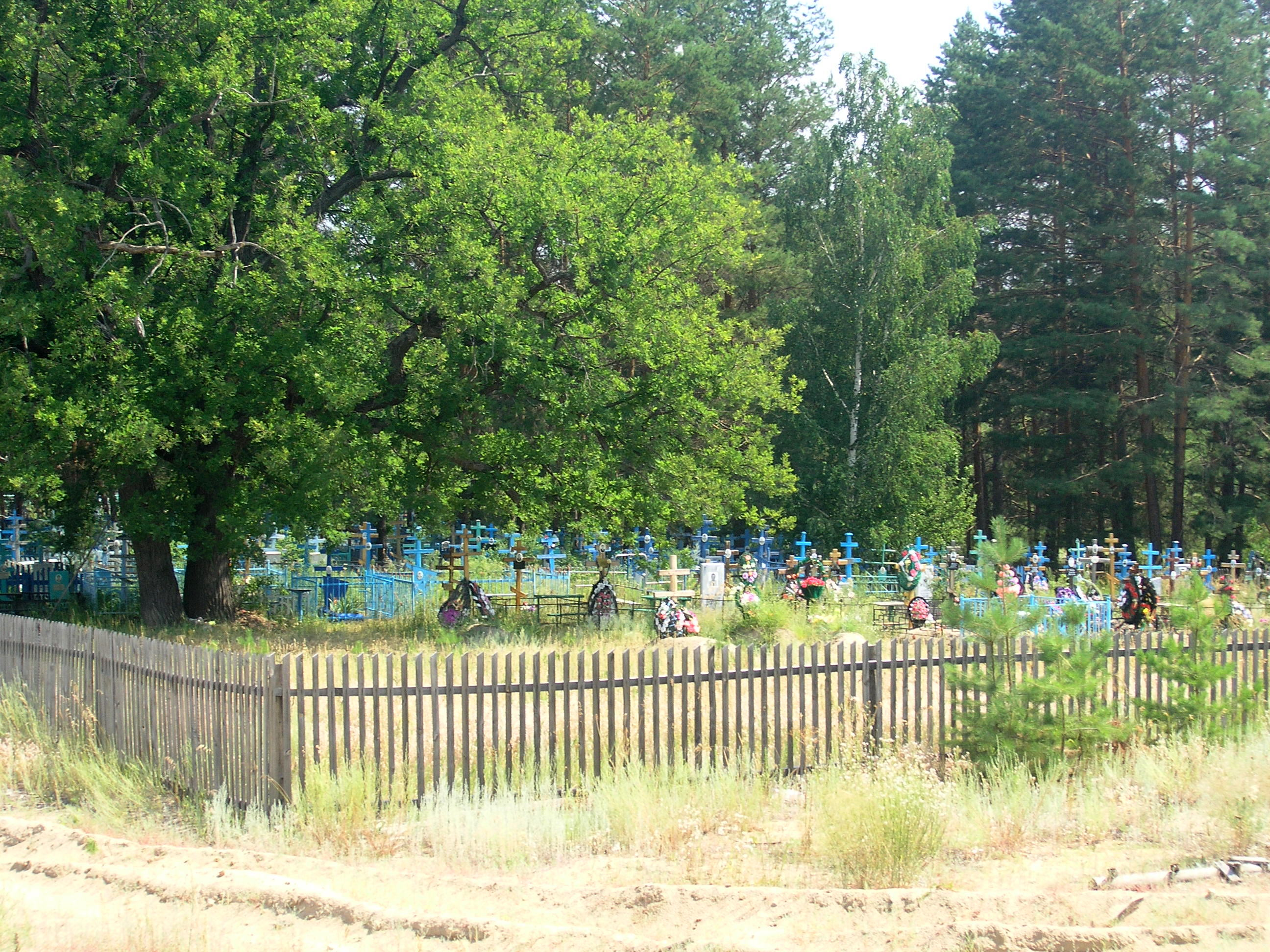
Кладбище

Летом 2019 г. в селе был открыт первый в Самарской области купольный глэмпинг-парк «Смолькино эко-вилладж».